# Antiope (Euripide)
Antiope (in greco antico: Άντιόπη?, Antiòpe) è una tragedia di Euripide oggi perduta, ad eccezione di alcuni frammenti sopravvissuti.

## Tradizione
Scrittori e antologisti fecero excerpta dell'opera per passaggi sentenziosi sia dall'agone (forse 15 frammenti) e da altri punti (16 frammenti); brevi estratti sono nei lessicografi (8 frammenti) e in varie altre citazioni erudite (7 frammenti). Questi frammenti indiretti ricevettero un plausibile ordine drammatico da parte di Nauck e dei suoi predecessori (soprattutto Valckenaer e Welcker) prima che un lungo frammento di papiro della scena finale del dramma venisse ritrovato nel 1891 portando a riconoscere pienamente che Igino aveva fornito uno schema abbastanza affidabile, anche se incompleto, della trama. Si è arrivati, dunque, ad avere circa 50 frammenti del dramma, per un totale di 216 versi.

## Trama
Il prologo è recitato da un mandriano, che racconta come ha protetto e allevato Anfione e Zeto dopo che Antiope li abbandonò vicino alla sua dimora sulle pendici del monte Citerone, vicino a Eleutere, al confine tra la futura Tebe e l'Attica; l'azione è ambientata appunto qui. Probabilmente raccontava della sua ascendenza e di come fu poi accettato il dominio tirannico di Lico e Dirce, i governanti di Tebe.
Nella parodos Anfione entra con la sua lira, cantando un inno agli splendori del creato, ed è affiancato dal Coro dei contadini attici, che cantano forse in onore di Dioniso.
Il primo episodio probabilmente inizia con Anfione che ha risposto alle domande del coro sulla storia della lira, interrotto dall'arrivo di Zeto, che vuole che Anfione vada a caccia, e il suo rifiuto apre un agoneː Zeto rimprovera la devozione del fratello alla musica piuttosto che al suo dovere di duro lavoro agricolo; Anfione difende le sue virtù più tranquille. L'esito sembra essere stato la parziale concessione di Anfione a Zeto ed è possibile che i gemelli se ne vadano via alla fine dell'episodio.
Negli episodi 2 e 3, di cui è impossibile delimitare le scene e identificarle, Antiope ora è scappata in qualche modo dalla prigionia da parte di Lico e viene a rifugiarsi nella dimora del mandriano dove molto tempo fa aveva partorito i gemelli. Incontrando prima il Coro, narra la sua storia, al solo Coro o forse ai gemelli in reciproca ignoranza della vera identità. Sembra che Antiope raccontasse della sua seduzione da parte di Zeus in questo primo incontro; quando Anfione rifiuta di credere alla sua storia, lei può quindi affermare la sua veridicità. I gemelli si mettono al loro lavoro, lasciando sola Antiope, forse con un suo lamento - in un monologo, o una monodia, o uno scambio (parzialmente) lirico con il Coro. 
L'episodio 3 forse inizia con l'arrivo di Dirce per celebrare Dioniso sul monte Citerone in compagnia delle baccanti, che formavano un coro secondario. Dirce trova Antiope fuggita, e sembra che abbiano una dura discussione sulla schiavitù Questo potrebbe essere il momento in cui il pastore viene a sapere della presenza e dell'identità di Antiope; forse è arrivato o esce dalla sua dimora per scacciare le baccanti. Dirce e le sue donne, tuttavia, si impadroniscono di Antiope per portarla a morte. 
Giunge un Messaggero che riferisce non solo che Antiope è stata salvata dai gemelli, che l'hanno riconosciuta come loro madre, ma anche che Dirce era stata uccisa nel celebre supplizio del toro.

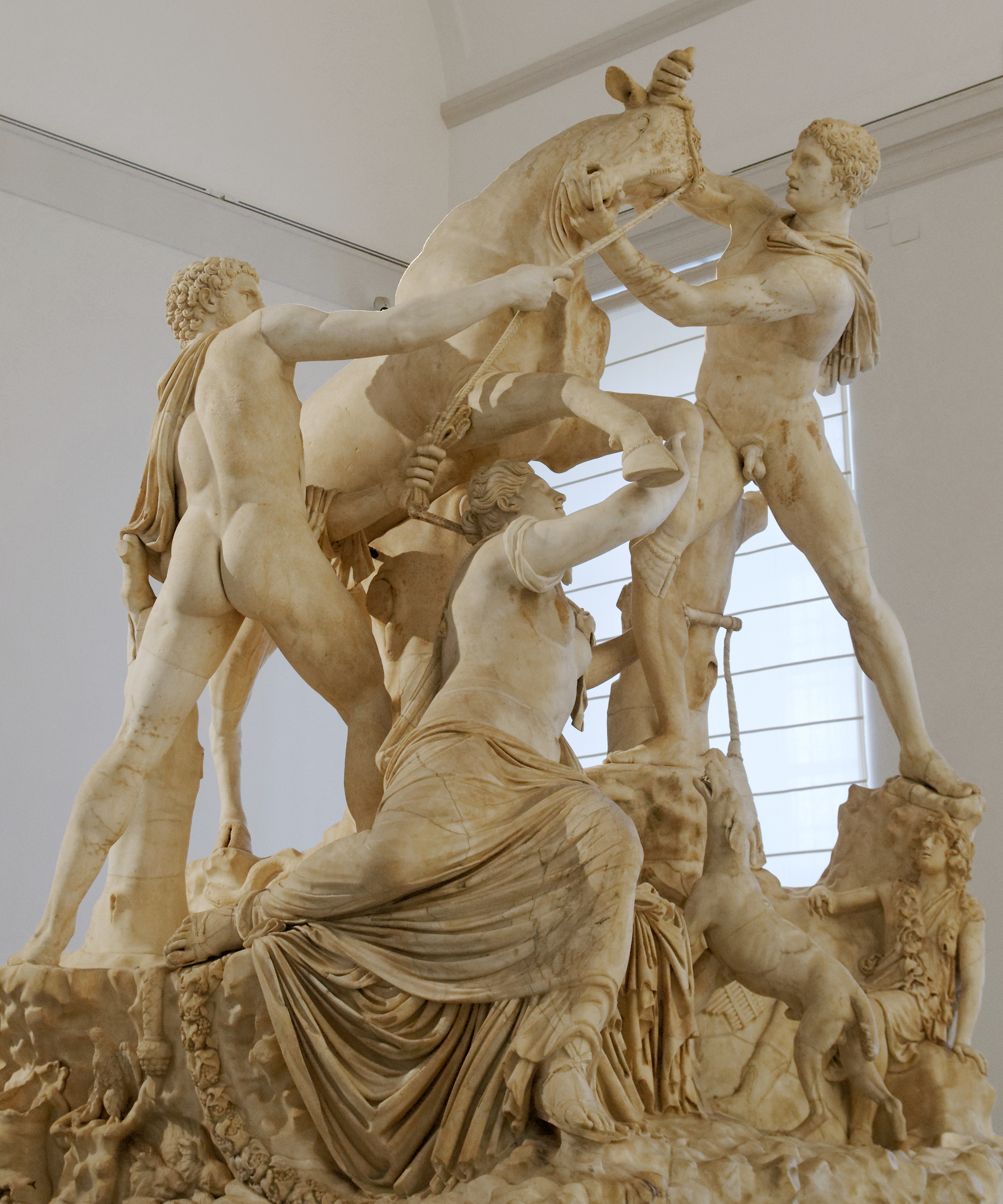
Toro Farnese, che raffigura il supplizio di Dirce punita da Anfione e Zeto

Dopo probabilmente un breve intermezzo lirico, i gemelli ritornanoː Anfione ritiene che lui e Zeto devono, con l'aiuto del padre Zeus, completare il loro trionfo uccidendo Lico. Con Antiope ora entrano nella dimora del mandriano, prima che Lico arrivi con l'intenzione di riconquistare Antiope; dopo di che Lico viene attirato nell'abitazione dal Mandriano per essere ucciso. Ma improvvisamente interviene il dio Ermesː
Io, Ermes, figlio di Maia, a te comando (...) portando un annuncio di Zeus grande.

Per prima cosa, della vostra madre vi parlerò: si è unita a Zeus anche qualora neghino codeste cose. Perché (...) ogni altra cosa (...) di Zeus avvicinata all'unione (...) Quando egli stabilisce e (...) mali, e lei è stata liberata da un'orribile sventura e dai suoi figli che provengono da Zeus. 

È necessario che tu ascolti, o Lico, queste cose e che acconsenta a cedere il dominio su questa terra […] ai Cadmei, signore. Quando celebrerai i rituali di sepoltura per la tua sposa, dopo che la porrai su una pira, raccolti i resti delle carni della sventurata, dopo averla bruciata, getta le sue ossa nella sorgente d'Ares, in modo che prenda il nome di Dirce il corso d'acqua che da lì sgorga e che attraversa la città, bagnando per sempre le pianure della città di Tebe.

E voi, giovani, andate e sulla riva dell'Ismeno fondate una città a sette accessi con le sue porte.

Tu (...) prendendo come baluardo dei (?) nemici (lacuna di almeno 1 verso);  a te, o Zeto, dico queste cose.

Ancora, invito Anfione a celebrare con canti gli deim armato della lira: ti seguiranno i blocchi delle pietre catturati dalla musica e gli alberi lasciando lor dimore, per offrire agio alla mano degli artigiani. Zeus ti ha concesso questo onore, e con lui io, di cui tu tieni quell'invenzione tra tue le mani, o signore Anfione.

Chiamati i bianchi puledri di Zeus, avrete grandi onori nella città di Cadmo. E un di voi si sposerà con Tebe, mentre l'altro troverà la più bella sposa tra i Frigi, la figlia di Tantalo. Ma bisogna darsi da fare al più presto, avendo il dio già mandato a dire ciò che vuole.»
(Vv. 67-103, trad. A. D'Andria)
Ormai in catene, Lico accetta gli ordini di Zeus, ripetendone i dettagli.